# Orenda Fink
Orenda Fink (Birmingham, Alabama, 18 de septiembre de 1975) es una cantante y guitarrista estadounidense.
Fue parte del dúo de rock sureño Azure Ray de 2001 a 2004 junto a Maria Taylor. También colaboró con la agrupación Now It's Overhead. Lanzó su primer álbum solista en 2005, titulado Invisible Ones.
En 2006 formó la banda Art in Manila. Su álbum debut fue lanzado al mercado en el año 2007.
Orenda y su amigo Cedric Lemoyne (bajista de Remy Zero) formaron un proyecto musical llamado O+S, lanzado un álbum en el 2009. Su segundo disco en solitario, Ask the Night fue lanzado al mercado el 9 de octubre de 2009, incluyendo la canción "Why is The Night Sad", tocada con Azure Ray en su concierto de reunión en la ciudad de Los Ángeles, el 15 de noviembre de 2008. Fue seguido por una extensa gira por la costa oeste estadounidense en el 2009.
Su tercer álbum solista, Blue Dream, vio la luz en el 2014. Orenda está casada con el guitarrista Todd Fink.

## Discografía

### Con Little Red Rocket
- Who Did You Pay (1997)
- It's in the Sound (2000)

### Con Azure Ray
- Azure Ray (2001)
- Burn and Shiver (2002)
- November (2002)
- Hold on Love (2003)
- Drawing Down the Moon (2010)

### Solista
- Bloodline (2005)
- Invisible Ones (2005)
- Ask the Night (2009)
- Blue Dream (2014)

### Con Art in Manila
- Set the Woods on Fire (2007)

### Con O+S
- O+S (2009)